# Amazonka żółtogardła
Amazonka żółtogardła (Amazona oratrix) – gatunek średniej wielkości ptaka z rodziny papugowatych (Psittacidae), zamieszkujący Meksyk i Amerykę Centralną. Zagrożony wyginięciem.

## Taksonomia
Amazonka żółtogardła wraz z amazonką żółtogłową (Amazona ochrocephala) oraz żółtoszyją (Amazona auropalliata) stanowią zespół gatunków. Niektórzy autorzy uznawali je za jeden gatunek, traktując amazonkę żółtogardłą jako podgatunek – Amazona ochrocephala oratrix. Obecnie (2020 r.) wyróżniane są 4 podgatunki: amazonka żółtogardła (A. o. oratrix), A. o. belizensis,  A. o. hondurensis oraz amazonka słoneczna (A. o. tresmariae). Niektóre źródła traktują ostatni wymieniony podgatunek jako oddzielny gatunek A. tresmariae. Czasami bywa też wspominany jeszcze jeden podgatunek – A. o. magna – wydzielany z podgatunku nominatywnego.

## Podgatunki i zasięg występowania
Międzynarodowy Komitet Ornitologiczny (IOC) wyróżnia następujące podgatunki oraz ich obszar występowania:
- A. o. oratrix Ridgway, 1887 – amazonka żółtogardła[8] – południowy i południowo-zachodni Meksyk;
- A. o. belizensis Monroe & Howell, TR, 1966 – Belize;
- A. o. hondurensis Lousada & Howell, SNG, 1997 – północny Honduras;
- A. o. tresmariae Nelson, 1900 – amazonka słoneczna[8] – Islas Marías.

Gatunek ten został introdukowany w mieście Meksyk, okolicach Los Angeles, południowej Florydzie, na Portoryko, a także w niemieckim mieście Stuttgart.

## Morfologia
Amazonki żółtogardłe osiągają 36–38 cm długości oraz ważą około 500 g. Brak widocznego dymorfizmu płciowego. W upierzeniu dominuje kolor zielony. Zasięg koloru żółtego na głowie jest różny w zależności od podgatunku. U młodych osobników jest ograniczony tylko do czoła i kantarków. Na skrzydłach widoczne czerwone lusterko. Ramiona są czerwonopomarańczowe. U podgatunku nominatywnego oraz amazonki słonecznej (A. o. tresmariae) krawędź nadgarstka jest żółta. Ogon jest czerwony u podstawy. Dziób jest jasny, a wokół pomarańczowych oczu widoczna biała obwódka.

## Ekologia i zachowanie
Ptaki te żyją w stadach lub w parach. Podczas zdobywania pożywienia tworzą większe grupy. Tworzone przez nie stada są hałaśliwe.

### Środowisko
Zamieszkują lasy łęgowe, liściaste, sosnowe, tropikalne, namorzyny, przybrzeżne lasy bagienne oraz obszary uprawne z luźno rosnącymi drzewami.

### Pożywienie
Amazonki żółtogardłe żywią się pąkami, młodymi liśćmi, kwiatami, owocami palm i figowców (Ficus), nasionami drzew między innymi Astronium graveolens.

### Lęgi
Sezon lęgowy trwa od marca do kwietnia. Gniazdują w dziuplach drzew. Podczas badań przeprowadzonych w 2014 r. w stanie Michoacán okazało się, że 72,8% drzew, w których gnieździły tamtejsze amazonki żółtogardłe, stanowiły Astronium graveolens oraz Enterolobium cyclocarpum. Samica składa 2–3 jaja. Wysiaduje je przez 26–28 dni. Pisklęta po wykluciu ważą 15 g. Po 9 tygodniach opuszczają dziuplę. Dojrzałość płciową osiągają w wieku 3–4 lat.

## Status i zagrożenia
Międzynarodowa Unia Ochrony Przyrody (IUCN) uznaje amazonkę żółtogardłą za gatunek zagrożony (EN – Endangered) nieprzerwanie od 1994 r. Liczbę dojrzałych osobników szacuje się na 4700. Liczebność populacji ma trend spadkowy. Gatunkowi zagrażają utrata środowiska, nielegalny handel dzikimi ptakami. W Belize uznawane są za szkodniki upraw. Gatunek objęty jest I załącznikiem CITES.